# Nagroda im. Georga Büchnera
Nagroda im. Georga Büchnera (niem. Georg-Büchner-Preis, nazywana również Nagrodą Büchnera) jest obecnie najbardziej prestiżową nagrodą literacką w krajach niemieckojęzycznych.

## Historia
Nagroda im. Georga Büchnera została ufundowana już w 1923 roku, w okresie Republiki Weimarskiej, przez Parlament Ludowej Republiki Hesji na cześć pisarza Georga Büchnera. Była ona przeznaczona dla twórców, którzy pochodzili z ojczystej dla Georga Büchnera Hesji bądź byli z nią duchowo związani. Z inicjatywy Juliusa Reibera (Niemiecka Partia Demokratyczna) nagroda była przyznawana przez ówczesne państwo Hesji Ludowej dla artystów, poetów, wybitnych wykonawców, aktorów i śpiewaków. Pomiędzy 1933 a 1944 rokiem Nagrodę im. Georga Büchnera przekształcono w Nagrodę Kulturalną Miasta Darmstadt.
W 1951 utworzono z niej szeroko pojętą nagrodę literacką, którą każdego roku przyznaje Deutsche Akademie für Sprache und Dichtung (Niemiecka Akademia Języka i Literatury) w ramach odbywającej się jesienią konferencji w Darmstadt. Nagroda trafia do autorów, którzy przysłużyli się rozpowszechnieniu niemieckiej literatury. Gratyfikacja, która jeszcze w 1951 roku wynosiła 3000 marek, była w ciągu ostatnich lat regularnie zwiększana i w latach 2003–2010 wynosiła 40 000, a od roku 2011 – 50 000 euro. Taką kwotę przeznacza miasto Darmstadt i kieruje ją do dyspozycji Hesji, rządu federalnego oraz Niemieckiej Akademii Języka i Poezji.
Nagroda Büchnera jest najbardziej prestiżową i od 2011 roku (obok Nagrody im. Josepha Breitbacha) najwyżej opłacaną przyznawaną co roku nagrodą literacką dla niemieckojęzycznych autorów.

## Lista laureatów
- 1923: Adam Karrillon(inne języki) (1853–1938) i Arnold Ludwig Mendelssohn (1855–1933; kompozytor)

- 1924: Alfred Bock(inne języki) (1859–1932) i Paul Thesing(inne języki) (1882–1954; malarz)

- 1925: Wilhelm Michel(inne języki) (1877–1942) i Rudolf Koch(inne języki) (1876–1934; kaligraf)

- 1926: Christian Heinrich Kleukens(inne języki) (1880–1954; drukarz) i Wilhelm Petersen(inne języki) (1890–1957; kompozytor)
- 1927: Kasimir Edschmid (1890–1966) i Johannes Bischoff(inne języki)
- 1928: Richard Hoelscher(inne języki) (1867–1943; malarz) i Well Habicht(inne języki) (rzeźbiarz)
- 1929: Carl Zuckmayer (1896–1977) i Adam Antes(inne języki) (1891–1984; rzeźbiarz)
- 1930: Nikolaus Schwarzkopf(inne języki) (1884–1962) i Johannes Lippmann(inne języki) (1858–1935; malarz)
- 1931: Alexander Posch(inne języki) (malarz) (1890–1950) i Hans Simon(inne języki) (1897–1982; kompozytor)
- 1932: Albert H. Rausch(inne języki) (pseudonim Henry Benrath(inne języki); 1882–1949) i Adolf Bode(inne języki) (1904–1970; malarz)
- 1933–1944: nie przyznano
- 1945: Hans Schiebelhuth(inne języki) (1895–1944), pośmiertnie
- 1946: Fritz Usinger(inne języki) (1895–1982)
- 1947: Anna Seghers (1900–1983)
- 1948: Hermann Heiß (pseudonim Georg Frauenfelder; 1897–1966; kompozytor)
- 1949: Carl Gunschmann(inne języki) (1895–1984; malarz)
- 1950: Elisabeth Langgässer (1899–1950), pośmiertnie
- 1951: Gottfried Benn (1886–1956)
- 1952: nie przyznano
- 1953: Ernst Kreuder(inne języki) (1903–1972)
- 1954: Martin Kessel(inne języki) (1901–1990)
- 1955: Marie Luise Kaschnitz (1901–1974)
- 1956: Karl Krolow(inne języki) (1915–1999)
- 1957: Erich Kästner (1899–1974)
- 1958: Max Frisch (1911–1991)
- 1959: Günter Eich (1907–1972)
- 1960: Paul Celan (1920–1970)
- 1961: Hans Erich Nossack (1901–1977)
- 1962: Wolfgang Koeppen (1906–1996)
- 1963: Hans Magnus Enzensberger (1929–2022)
- 1964: Ingeborg Bachmann (1926–1973)
- 1965: Günter Grass (1927–2015)
- 1966: Wolfgang Hildesheimer(inne języki) (1916–1991)
- 1967: Heinrich Böll (1917–1985)
- 1968: Golo Mann (1909–1994)
- 1969: Helmut Heißenbüttel(inne języki) (1921–1996)
- 1970: Thomas Bernhard (1931–1989)
- 1971: Uwe Johnson (1934–1984)
- 1972: Elias Canetti (1905–1994)
- 1973: Peter Handke (* 1942) (nagroda pieniężna zwrócona w 1999)
- 1974: Hermann Kesten (1900–1996)
- 1975: Manès Sperber (1905–1984)
- 1976: Heinz Piontek (1925–2003)
- 1977: Reiner Kunze (* 1933)
- 1978: Hermann Lenz(inne języki) (1913–1998)
- 1979: Ernst Meister(inne języki) (1911–1979), pośmiertnie
- 1980: Christa Wolf (1929–2011)
- 1981: Martin Walser (1927–2023)
- 1982: Peter Weiss (1916–1982), pośmiertnie
- 1983: Wolfdietrich Schnurre(inne języki) (1920–1989)
- 1984: Ernst Jandl (1925–2000)
- 1985: Heiner Müller (1929–1995)
- 1986: Friedrich Dürrenmatt (1921–1990)
- 1987: Erich Fried (1921–1988)
- 1988: Albert Drach(inne języki) (1902–1995)
- 1989: Botho Strauß (ur. 1944)
- 1990: Tankred Dorst (1925–2017)
- 1991: Wolf Biermann (ur. 1936)
- 1992: George Tabori (1914–2007)
- 1993: Peter Rühmkorf(inne języki) (1929–2008)
- 1994: Adolf Muschg (ur. 1934)
- 1995: Durs Grünbein (ur. 1962)
- 1996: Sarah Kirsch(inne języki) (1935–2013)
- 1997: H. C. Artmann (1921–2000)
- 1998: Elfriede Jelinek (ur. 1946)
- 1999: Arnold Stadler(inne języki) (ur. 1954)
- 2000: Volker Braun(inne języki) (ur. 1939)
- 2001: Friederike Mayröcker (1924–2021)
- 2002: Wolfgang Hilbig(inne języki) (1941–2007)
- 2003: Alexander Kluge (ur. 1932)
- 2004: Wilhelm Genazino (1943–2018)
- 2005: Brigitte Kronauer(inne języki) (1940–2019)
- 2006: Oskar Pastior (1927–2006), pośmiertnie
- 2007: Martin Mosebach(inne języki) (ur. 1951)
- 2008: Josef Winkler(inne języki) (ur. 1953)
- 2009: Walter Kappacher(inne języki) (1938–2024)
- 2010: Reinhard Jirgl(inne języki) (ur. 1953)
- 2011: Friedrich Christian Delius (ur. 1943)
- 2012: Felicitas Hoppe (ur. 1960)
- 2013: Sibylle Lewitscharoff(inne języki) (1954–2023)
- 2014: Jürgen Becker(inne języki) (1932–2024)
- 2015: Rainald Goetz (ur. 1954)[3]
- 2016: Marcel Beyer (ur. 1965)
- 2017: Jan Wagner (ur. 1971)[4]
- 2018: Terézia Mora (ur. 1971)
- 2019: Lukas Bärfuss (ur. 1971)
- 2020: Elke Erb(inne języki) (1938–2024)
- 2021: Clemens J. Setz (ur. 1982)[5]
- 2022: Emine Sevgi Özdamar (ur. 1946)
- 2023: Lutz Seiler (ur. 1963)
- 2024: Oswald Egger (ur. 1963)
- 2025: Ursula Krechel (ur. 1947)